# Theodor Ahrens
Theodor Ahrens (* 30. April 1940 in Koraput, Indien; † 16. September 2015 in Hamburg) war ein deutscher Professor für Missions-, Ökumene- und Religionswissenschaften an der Universität Hamburg.

## Leben und Wirken
Theodor Ahrens verbrachte die ersten sieben Jahre seiner Kindheit in Indien. Sein Vater war der Indien-Missionar und spätere Direktor der Breklumer Mission, Walter Ahrens. Nach der Schulzeit in Flensburg und Husum absolvierte er ein Theologiestudium an der Ruprecht-Karls-Universität Heidelberg, Eberhard Karls Universität Tübingen, Georg-August-Universität Göttingen, Christian-Albrechts-Universität zu Kiel und Universität Hamburg. Im Sommersemester 1963 lernte er seine spätere Frau kennen, die Theologiestudentin Hanna Jahnke, die er 1965 heiratete. Nachdem er 1969 in Lübeck ordiniert wurde, promovierte Ahrens im selben Jahr an der Evangelisch-theologischen Fakultät Hamburg mit seiner Arbeit über Die ökumenische Diskussion kosmischer Christologie seit 1961 und war danach als Studienleiter und Tutor an der Missionsakademie der Universität Hamburg tätig.

### Arbeit in Melanesien
1971 reiste er als Missionar des Leipziger Missionswerks nach Papua-Neuguinea aus. In Bongu an der Astrolabe Bay arbeitete er als Pfarrer und betrieb ethnologisch ausgerichtete Feldforschung. Er fand zunächst zwei weise, lebenserfahrene Männer, ein ehemaliger Todeszauberer, der andere nacheinander Goldgräber, Cargo-Kult-Anhänger, Initiationsmeister der einheimischen Religion, die ihm ihre Welt der Magie und Riten und was sie vom christlichen Glauben verstanden hatten, erschlossen. Dies half ihm, den dort vorherrschenden Cargo-Kult verstehen zu lernen. Danach wurde er als Dozent am neu gegründeten Melanesischen Institut in Goroka berufen und begründete das „Melanesian Institute for Pastoral and Socio-Economic Service“ mit. 1978 kehrte er mit seiner Familie nach Deutschland zurück.

### Arbeit in Deutschland
Beim Nordelbischen Missionszentrum in Hamburg war er Referent für Grundsatzfragen, übernahm zunächst das Indienreferat, wechselte nach zwei Jahren ins Papua-Neuguinea-Referat und baute seinen Arbeitsbereich zum Referat für den Pazifik und Ostasien aus. Von 1987 bis zu seiner Emeritierung 2005 war er Professor für Missionswissenschaft und ökumenische Beziehungen der Kirchen im Fachbereich Evangelische Theologie am Institut für Missions-, Ökumene- und Religionswissenschaften der Universität Hamburg, was mit dem Vorsitz im Vorstand der Missionsakademie verbunden war. Darüber hinaus war er bis 2003 missionstheologischer Berater des Evangelischen Missionswerks und gehörte lange Jahre dessen Theologischer Kommission. Er war in Ausschüssen des Zentrums für Mission und Ökumene in Hamburg engagiert, sowie Mitglied im Lenkungsausschuss von „African Theological Training in Germany“ (ATTiG).
Er war Gastdozent an der University of Papua New Guinea, an der Hanshin University in Korea, am Nanjing Theological Seminary in der VR China und am Gurukul Theological Seminary in Indien. Im Rahmen von Studienreisen, Gastprofessuren und Forschungsaufenthalten war er in Ozeanien, China, Indien, Korea, Brasilien und Kamerun. Daraus gingen zahlreiche Veröffentlichungen hervor. Auch nach seiner Emeritierung setzte er seine Publikationstätigkeit fort.
Er habe es verstanden, seine Analysen und theoretischen Aufarbeitungen aus Theologie und Kulturanthropologie immer wieder an seine eigenen Lebenserfahrungen insbesondere in Papua-Neuguinea zurückzubinden. Seine Hauptarbeitsgebiete waren die Kontextualisierungsproblematik christlicher Theologie, Theologie der Mission, Religion und Gewalt, Kultur- und Christentumsgeschichte Ozeaniens und zuletzt die theologische, kulturanthropologische und kulturtheoretische Aufarbeitung des Themas Gabe. Durch seine profunden Kenntnisse vor allem von Ozeanien und Indien, seine ethnologisch ausgerichteten Fallstudien und seine ökumenischen missionstheologischen Reflexionen habe er in vielen Diskussionen entscheidende Impulse gegeben.
Theodor Ahrens heiratete 1965 seine Frau Hanna Ahrens. Mit ihr hatte er vier Kinder und wohnte zuletzt in Hamburg-Schnelsen.

## Veröffentlichungen
- Die ökumenische Diskussion kosmischer Christologie seit 1961: Darstellung und Kritik (zugl. Dissertation, Evangelisch-theologische Fakultät, Hamburg 1969), Hamburg 1969.
- Unterwegs nach der verlorenen Heimat. Studien zur Identitätsproblematik in Melanesien, Verlag der Evangelisch-Lutherischen Mission, Erlangen 1986, ISBN 978-3-87214-304-4.
- Vom Gehorsam des Glaubens (Paul-Gerhardt Buttler zum 60. Geburtstag), Verlag an der Lottbek Jensen, Hamburg 1991, ISBN 978-3-926987-70-9.
- Der Neue Mensch im Kolonialen Zwielicht. Studien zum religiösen Wandel in Ozeanien, Lit Verlag, Hamburg 1993, ISBN 978-3-89473-994-2.
- Mission nachdenken, Lembeck, Frankfurt a. M. 2002, ISBN 978-3-87476-396-7.
- Gegebenheiten (Missionswissenschaftliche Studien), Lembeck, Frankfurt a. M. 2005, ISBN 3-87476-465-6.
- Zur Zukunft des Christentums. Abbrüche und Neuanfänge, Lembeck, Frankfurt a. M. 2009, ISBN 978-3-87476-571-8.
- Vom Charme der Gabe (Theologie interkulturell), Lembeck, Frankfurt a. M. 2008, ISBN 978-3-87476-548-0.
- Zur Zukunft des Christentums. Abbrüche und Neuanfänge, Lembeck, Frankfurt a. M. 2009, ISBN 978-3-87476-571-8.
- Einwürfe. Missionswissenschaftliche Studien (Reihe „Studien zu interkultureller Theologie an der Missionsakademie“), Missionshilfe Verlag, Hamburg 2015, ISBN 978-3-921620-92-2.

als Mitautor
- mit Walter J. Hollenweger: Volkschristentum und Volksreligion im Pazifik. Wiederentdeckung des Mythos für den christlichen Glauben, Lembeck, Frankfurt a. M. 1977, ISBN 978-3-87476-098-0.
- Dein Wille geschehe: Mission in der Nachfolge Jesu Christi; Darstellung und Dokumentation der X. Weltmissionskonferenz in San Antonio 1989 (hg. Joachim Wietzke), Lembeck, Frankfurt a. M. 1989, ISBN 978-3-87476-261-8.
- Ulrich van der Heyden und Heike Liebau (Hrsg.): Missionsgeschichte, Kirchengeschichte, Weltgeschichte: Christliche Missionen im Kontext nationaler Entwicklungen in Afrika, Asien und Ozeanien (Missionsgeschichtliches Archiv, Band 1), Franz Steiner Verlag, Stuttgart 1996, ISBN 978-3-515-06732-4.

als Herausgeber
- Zwischen Regionalität und Globalisierung. Studien zu Mission, Ökumene und Religion, Verlag an der Lottbek, Hamburg 1997, ISBN 978-3-86130-050-2.

Aufsätze
- Die Aktualität Christian Keyßer. Eine Fallstudie protestantischer Mission. In: Zeitschrift für Mission 1988, Nr. 2, S. 94–110.
- Randbemerkungen zur Frühgeschichte lutherischer Mission im östlichen Hochland von Papua-Neuguinea. In: Zeitschrift für Missionswissenschaft und Religionswissenschaft 73, 1989, S. 284–302.